# Kuduvathi, Chik Ballapur
Kuduvathi là một làng thuộc tehsil Chik Ballapur, huyện Kolar, bang Karnataka, Ấn Độ.